# Іздебкі-Косьмідри
Іздебкі-Косьмідри (пол. Izdebki-Kośmidry) — село в Польщі, у гміні Збучин Седлецького повіту Мазовецького воєводства.
Населення — 113 осіб (2011).
У 1975-1998 роках село належало до Седлецького воєводства.

## Демографія
Демографічна структура станом на 31 березня 2011 року:
|          | Загалом | Допрацездатний вік | Працездатний вік | Постпрацездатний вік |
| -------- | ------- | ------------------ | ---------------- | -------------------- |
| Чоловіки | 50      | 13                 | 27               | 10                   |
| Жінки    | 63      | 20                 | 26               | 17                   |
| Разом    | 113     | 33                 | 53               | 27                   |